# Hội Luật gia Việt Nam
Hội Luật gia Việt Nam là tổ chức chính trị - xã hội - nghề nghiệp ở Việt Nam, tổ chức thống nhất, tự nguyện của các luật gia trong cả nước. Hội Luật gia Việt Nam được thành lập ngày 4 tháng 4 năm 1955. Hội Luật gia Việt Nam là thành viên của Mặt trận Tổ quốc Việt Nam dưới sự lãnh đạo của Đảng Cộng sản Việt Nam, sự quản lý của Nhà nước Cộng hòa xã hội chủ nghĩa Việt Nam. Hội Luật gia Việt Nam có đại diện trong Hội đồng tuyển chọn, giám sát Thẩm phán quốc gia..

## Nhiệm vụ và quyền hạn
Hội Luật gia Việt Nam có những nhiệm vụ, quyền hạn sau đây:
1. Tập hợp vào Hội những người đã và đang công tác pháp luật theo quy định tại Điều 1 của Điều lệ này; xây dựng Hội vững mạnh về chính trị, tư tưởng, tổ chức và nghề nghiệp;
2. Tham gia xây dựng pháp luật, nghiên cứu khoa học pháp lý; tham gia giám sát việc thực hiện pháp luật, kiến nghị với cơ quan nhà nước những vấn đề về xây dựng và thi hành pháp luật;
3. Tham gia tuyên truyền, phổ biến, giáo dục pháp luật, nâng cao ý thức pháp luật cho hội viên, cán bộ, công chức, viên chức và nhân dân;
4. Tư vấn pháp luật, trợ giúp pháp lý theo quy định của pháp luật;
5. Tham gia một số hoạt động quản lý nhà nước theo quy định của pháp luật; tham gia các chương trình, dự án, đề tài nghiên cứu, phản biện và giám định xã hội theo đề nghị của các cơ quan nhà nước;
6. Phối hợp hoạt động và làm nghĩa vụ thành viên Mặt trận Tổ quốc Việt Nam; phối hợp với các cơ quan tổ chức có liên quan để thực hiện nhiệm vụ của Hội;
7. Tham gia các hoạt động chính trị, pháp lý phục vụ nhiệm vụ chính trị, kinh tế, xã hội, giữ vững an ninh chính trị, trật tự, an toàn xã hội;
8. Phản ánh tâm tư nguyện vọng của giới luật gia Việt Nam với Đảng, Nhà nước; đào tạo, bồi dưỡng, nâng cao kiến thức pháp luật, đạo đức nghề nghiệp cho hội viên; động viên tinh thần và quan tâm đến lợi ích của hội viên, làm cho hội viên gắn bó với Hội;
9. Xuất bản và phát hành sách, tạp chí, báo pháp luật đáp ứng yêu cầu hoạt động đối nội và đối ngoại của Hội, theo quy định của pháp luật;
10. Tham gia các hoạt động quốc tế phù hợp với tôn chỉ, mục đích của Hội và quy định của pháp luật;
11. Vận động luật gia là người Việt Nam định cư ở nước ngoài góp phần xây dựng đất nước;
12. Giải quyết khiếu nại, tố cáo của hội viên theo quy định của pháp luật và Điều lệ Hội; Bảo vệ quyền, lợi ích hợp pháp của Hội và hội viên phù hợp với tôn chỉ, mục đích của Hội;
13. Quản lý, sử dụng tài sản, tài chính của Hội theo quy định của pháp luật và Điều lệ Hội.

## Nhiệm vụ của hội viên
Hội viên có những nhiệm vụ sau đây:
1. Nghiêm chỉnh chấp hành chủ trương, đường lối của Đảng, chính sách, pháp luật của Nhà nước; chấp hành Điều lệ, quy định của Hội.
2. Tham gia các hoạt động và sinh hoạt của Hội; đoàn kết, hợp tác với các hội viên khác để xây dựng Hội phát triển vững mạnh.
3. Bảo vệ uy tín của Hội, không được nhân danh Hội trong các quan hệ giao dịch, trừ khi được lãnh đạo Hội phân công bằng văn bản.
4. Thực hiện các công việc được tổ chức Hội giao.
5. Thực hiện chế độ thông tin, báo cáo theo quy định của Hội.
6. Đóng hội phí đầy đủ và đúng hạn theo quy định của Hội.
Quyền của hội viên

## Hệ thống tổ chức
Tổ chức của Hội Luật gia Việt Nam:
1. Hội Luật gia Việt Nam là tổ chức thống nhất trong phạm vi cả nước bao gồm:
a) Hội Luật gia Việt Nam;
b) Hội Luật gia tỉnh, thành phố trực thuộc trung ương (gọi chung là Hội Luật gia cấp tỉnh);
c) Hội Luật gia huyện, quận, thị xã, thành phố trực thuộc tỉnh (gọi chung là Hội Luật gia cấp huyện);
d) Chi hội Luật gia trực thuộc.
2. Việc thành lập Hội Luật gia cấp tỉnh, cấp huyện do cấp có thẩm quyền ra quyết định cho phép thành lập theo quy định của pháp luật.
3. Việc thành lập các Chi hội Luật gia trực thuộc Trung ương Hội do Ban Thường vụ Trung ương Hội Luật gia Việt Nam quyết định.
4. Việc thành lập Chi hội Luật gia trực thuộc Hội Luật gia cấp tỉnh, cấp huyện do Ban Thường vụ Hội Luật gia cùng cấp quyết định.
5. Việc chia tách, sáp nhập, hợp nhất, giải thể các tổ chức của Hội thực hiện theo quy định của pháp luật, Điều lệ này.

## Các kì đại hội đại biểu toàn quốc
Hội Luật gia Việt Nam được thành lập ngày 04 tháng 4 năm 1955 (theo Nghị định số 130/NV/DC/NĐ ngày 04/4/1955 của Bộ Nội vụ).
Đại hội lần thứ nhất (Hội nghị thành lập): Ngày 29/3/1955, tại tầng 1 trụ sở Công ty đường sắt Vân Nam (thuộc Pháp trước đây), ngày nay là trụ sở Tổng liên đoàn lao động Việt Nam, 40 luật gia hoạt động trong các ngành khác nhau đã đứng ra tổ chức Hội nghị thành lập Hội luật gia Việt Nam.
Đại hội lần thứ 2 được tổ chức ngày 26/3/1957. Đến thời điểm Đại hội II, số hội viên của Hội là 270 người. Đại hội đã bầu ra Ban Chấp hành Trung ương gồm 29 ủy viên, trong đó: Luật sư Phan Anh được bầu lại làm Chủ tịch Hội; Luật gia Vũ Đình Hòe, Luật sư Phạm Văn Bạch, Thẩm phán Vũ Huy Mẫn và ông Nguyễn Mạnh Tường được bầu lại làm Phó chủ tịch; Luật sư Trần Công Tường được bầu lại làm Tổng thư ký.
Đại hội lần thứ 3 được tổ chức ngày 26/3/1960. Đại hội đã bầu ra Ban Chấp hành Trung ương gồm 24 ủy viên, trong đó: Luật sư Phan Anh được bầu lại làm Chủ tịch Hội; các vị gồm Luật gia Vũ Đình Hòe, Luật sư Phạm Văn Bạch, Thẩm phán Vũ Huy Mẫn, ông Nguyễn Mạnh Tường tiếp tục được bầu lại làm Phó Chủ tịch và Luật sư Trần Công Tường được bầu lại làm Tổng thư ký.
Đại hội lần thứ 4 được tổ chức ngày 11/3/1962. Đại hội đã bầu ra Ban Chấp hành Trung ương gồm 37 ủy viên, trong đó: Luật sư Phan Anh được bầu lại làm Chủ tịch Hội; các vị gồm Luật gia Vũ Đình Hòe, Luật sư Phạm Văn Bạch, Thẩm phán Vũ Huy Mẫn, ông Nguyễn Mạnh Tường được bầu lại làm Phó Chủ tịch; Luật sư Trần Công Tường được bầu lại làm Tổng thư ký.
Đại hội lần thứ 5 được tiến hành vào ngày 01/7/1974. Đại hội đã bầu ra Ban Chấp hành Trung ương gồm 17 ủy viên, trong đó: Luật sư Phan Anh được bầu lại làm Chủ tịch Hội; các ông Hoàng Quốc Việt, Luật gia Vũ Đình Hòe, Luật sư Phạm Văn Bạch được bầu làm Phó Chủ tịch và ông Nguyễn Văn Chi được bầu làm Tổng thư ký.
Đại hội lần thứ 6 được tổ chức vào ngày 11 và 12/4/1980 tại Hà Nội, là sự kiện quan trọng, đánh dấu bước phát triển mới của Hội. Tính đến thời điểm Đại hội VI. Đại hội đã bầu ra Ban Chấp hành Trung ương gồm 40 ủy viên. Tại kỳ họp lần thứ nhất Ban Chấp hành Trung ương Hội đã bầu Ban thường vụ với 10 ủy viên, trong đó: Luật sư Phan Anh được bầu lại làm Chủ tịch Hội, Luật sư Phạm Văn Bạch được bầu lại làm Phó Chủ tịch, ông Nguyễn Trường Châu được bầu làm Phó Chủ tịch kiêm Tổng thư ký.
Đại hội lần thứ 7, được tổ chức ngày 20 và 21/11/1987. Tham dự đại hội có 123 đại biểu đại diện cho trên 5.000 hội viên trong cả nước.
Đại hội đã bầu ra Ban Chấp hành Trung ương gồm 45 ủy viên, trong đó có 24 đồng chí mới. Tại kỳ họp lần thứ nhất Ban Chấp hành Trung ương Hội đã bầu Ban thường vụ với 15 ủy viên, trong đó: Luật sư Phan Anh được bầu lại làm Chủ tịch Hội; các luật gia Phan Hiền, Phạm Hưng được bầu làm Phó Chủ tịchvà luật gia Nguyễn Thương được bầu làm Tổng thư ký.
Đại hội lần thứ 8, được tổ chức ngày 25 và 26/5/1993. Tham dự đại hội có 120 đại biểu của 26 tỉnh, thành Hội, 23 Chi Hội trực thuộc Trung ương Hội, đại diện cho trên 5.200 hội viên trong cả nước.
Đại hội đã bầu Ban Chấp hành Trung ương Hội với 52 ủy viên. Tại kỳ họp lần thứ nhất Ban Chấp hành Trung ương Hội đã bầu Ban Thường vụ với 17 ủy viên, trong đó: Ông Phùng Văn Tửu được bầu làm Chủ tịch; ông Lưu Văn Đạt làm Phó Chủ tịch kiêm Tổng thư ký; ông Nguyễn Đình Lộc và bà Ngô Bá Thành làm Phó Chủ tịch.
Đại hội lần thứ 9, được tổ chức ngày 12/12/1998. Tham dự Đại hội có 177 đại biểu của 48 tỉnh, thành Hội và 32 chi Hội luật gia trực thuộc Trung ương Hội, đại diện cho 13.000 hội viên trong cả nước.
Đại hội đã bầu ra 77 ủy viên Ban Chấp hành Trung ương Hội. Tại kỳ họp lần thứ nhất Ban Chấp hành Trung ương Hội đã bầu Ban Thường vụ với 19 ủy viên, trong đó: ông Phạm Hưng được bầu làm Chủ tịch; ông Lưu Văn Đạt làm Phó Chủ tịch kiêm Tổng thư ký; ông Nguyễn Đình Lộc, ông Hà Mạnh Trí và bà Ngô Bá Thành làm Phó Chủ tịch.
Đại hội lần thứ 10, được tổ chức trong các ngày 12 và 13/3/2004. Tham dự Đại hội có 262 đại biểu của 58 tỉnh, thành Hội và 44 chi Hội luật gia trực thuộc Trung ương Hội, đại diện cho 28.400 hội viên trong cả nước.
Đại hội đã bầu ra 93 ủy viên Ban Chấp hành Trung ương Hội. Tại kỳ họp lần thứ nhất Ban Chấp hành Trung ương Hội đã bầu Ban Thường vụ với 21 ủy viên, trong đó: ông Phạm Quốc Anh được bầu làm Chủ tịch; ông Đào Trí Úc làm Phó Chủ tịch kiêm Tổng thư ký; các ông Hà Mạnh Trí, Trịnh Hồng Dương, Trần Đại Hưng, Đặng Quang Phương, Hoàng Thế Liên và bà Đồng Thị Ánh làm Phó Chủ tịch.
Đại hội lần thứ 11 được tổ chức trong các ngày 30 và 31/12/2009. Tham dự Đại hội có 326 đại biểu của 62 tỉnh, thành Hội và 52 chi Hội luật gia trực thuộc Trung ương Hội, đại diện cho 40.500 hội viên trong cả nước.
Đại hội đã bầu ra 107 ủy viên Ban Chấp hành Trung ương Hội. Tại kỳ họp lần thứ nhất Ban Chấp hành Trung ương Hội đã bầu Ban Thường vụ với 23 ủy viên, trong đó: ông Phạm Quốc Anh được bầu lại làm Chủ tịch, ông Lê Minh Tâm làm Phó Chủ tịch kiêm Tổng thư ký; các ông Nguyễn Văn Hiện, Hoàng Nghĩa Mai, Đặng Quang Phương, Hoàng Thế Liên, Nguyễn Văn Thảo, Nguyễn Vĩnh Oánh và bà Đồng Thị Ánh làm Phó chủ tịch.
Đại hội lần thứ 12 được tổ chức trong các ngày 19 và 20/9/2014 dự Đại hội có 326 đại biểu của 63 tỉnh, thành Hội và 52 Chi Hội luật gia trực thuộc Trung ương Hội, đại diện cho hơn 46.000 hội viên trong cả nước.
Đại hội đã bầu ra 111 ủy viên Ban Chấp hành Trung ương Hội. Tại kỳ họp lần thứ nhất Ban Chấp hành Trung ương Hội đã bầu Ban Thường vụ với 24 ủy viên, trong đó: ông Nguyễn Văn Quyền được bầu làm Chủ tịch, ông Lê Minh Tâm làm Phó Chủ tịch kiêm Tổng thư ký; các ông Phan Chí Hiếu, Nguyễn Doãn Khánh, Trần Công Phàn, Nguyễn Sơn và bà Lê Thị Kim Thanh làm Phó chủ tịch.
Đại hội lần thứ 14 được tổ chức trong các ngày 13 và 14/1/2025 dự Đại hội có 352 đại biểu của 63 tỉnh, thành Hội và 52 Chi Hội luật gia trực thuộc Trung ương Hội, đại diện cho hơn 100.000 hội viên trong cả nước. Đại hội đã bầu ra 103 ủy viên Ban Chấp hành Trung ương Hội. Tại kỳ họp lần thứ nhất Ban Chấp hành Trung ương Hội đã bầu Ban Thường vụ với 23 ủy viên, trong đó: ông Nguyễn Khánh Ngọc được bầu làm Chủ tịch; các ông Nguyễn Hữu Chính, Nguyễn Quang Dũng, Trần Công Phàn, Đặng Văn Dũng, Nguyễn Văn Tiến và Nguyễn Thanh Tịnh làm Phó chủ tịch.

## Lãnh đạo hiện nay
Lãnh đạo khóa 14 nhiệm kì 2024-2029:
- Chủ tịch: Nguyễn Khánh Ngọc, Bí thư Đảng ủy
- Phó Chủ tịch Thường trực: Trần Công Phàn, Phó Bí thư Đảng ủy
- Phó Chủ tịch chuyên trách: Nguyễn Hữu Chính, Phó Chủ tịch, Trưởng ban Kiểm tra Hội Luật gia Việt Nam
- Các Phó Chủ tịch kiêm nhiệm:
  - Nguyễn Quang Dũng, Đảng ủy viên, Phó Viện trưởng Viện Kiểm sát nhân dân tối cao
  - Đặng Văn Dũng, Phó Trưởng Ban Nội chính Trung ương
  - Nguyễn Văn Tiến, Phó Chánh án Tòa án nhân dân tối cao
  - Nguyễn Thanh Tịnh, Uỷ viên Ban Cán sự đảng, Thứ trưởng Bộ Tư pháp

## Lãnh đạo qua các thời kì

### Lãnh đạo khóa 11 nhiệm kì 2009-2014[8]
- Chủ tịch: Phạm Quốc Anh
- Phó Chủ tịch kiêm Tổng Thư ký: Lê Minh Tâm
- Các Phó Chủ tịch:
  - Nguyễn Văn Hiện, Bí thư Đảng đoàn
  - Nguyễn Văn Quyền, Phó Bí thư Đảng đoàn
  - Hoàng Thế Liên
  - Đặng Quang Phương
  - Hoàng Nghĩa Mai
  - Nguyên Văn Thảo
  - Nguyễn Vĩnh Oánh
  - Đồng Thị Ánh

### Lãnh đạo khóa 12 nhiệm kì 2014-2019[8]:
- Chủ tịch: Nguyễn Văn Quyền, Bí thư Đảng đoàn, Đại biểu quốc hội khóa XIV
- Phó Chủ tịch kiêm Tổng Thư ký: Lê Minh Tâm, Phó Bí thư Đảng đoàn
- Phó Chủ tịch chuyên trách: Lê Thị Kim Thanh, Ủy viên Đảng đoàn
- Phó Chủ tịch chuyên trách: Dương Thành Bắc, Ủy viên Đảng đoàn
- Các Phó Chủ tịch kiêm nhiệm:
  - Nguyễn Doãn Khánh
  - Trần Công Phàn
  - Nguyễn Sơn
  - Phan Chí Hiếu